# Iona Dalli
Iona Dalli (* 11. März 1994 in Gudja) ist eine maltesische Sängerin.

## Leben
Iona Dalli wurde am 11. März 1994 in Gudja, Malta, geboren. Sie ging ans Margaret Mortimer Girls Junior Lyceum. Im Alter von drei Jahren begann sie mit dem Singen und nahm an einigen lokalen Gesangswettbewerben teil. Mit sieben Jahren sang Dalli bei mehreren Musikfestivals in der Volksrepublik China ihr Lied Viva Malta, außerdem tritt sie regelmäßig mit ihrem Chor in Tunesien beim Carnival of Tunisia auf. Sie war Teil des populären maltesischen Musicals Gensa. Die Sängerin nahm an den Castingshows The Academy und I.D. teil, welche auf dem maltesischen Sender TV One liefen, teil. 2009 ging Iona Dalli nach London, um dort an der Sylvia Young Theatre School Musik zu studieren. 2014 nahm sie an Malta Eurovision Song Contest, der maltesischen Vorentscheidung für den Eurovision Song Contest, mit dem von Philip Vella geschriebenen Lied Could Have Been Me teil. Hier erreichte sie das Halbfinale, welches am 21. November 2014 in Marsa stattfinden wird.
Heute lebt Iona Dalli in Gudja und gibt dort seit 2011 Gesangsunterricht bei der Agentur Futur Voices. Sie hat zwei Töchter.

## Diskografie
- 2001: Viva Malta
- 2009: The Best
- 2014: Could Have Been Me